# Lega Nazionale A 2005-2006 (calcio femminile)
La Lega Nazionale A 2005-2006, campionato svizzero femminile di prima serie, si concluse con la vittoria del LUwin.ch.

## Classifica
|  | Pos. | Squadra                 | Pt | G  | V  | N | P  | GF | GS | DR  |
|  | ---- | ----------------------- | -- | -- | -- | - | -- | -- | -- | --- |
|  | 1.   | LUwin.ch                | 45 | 21 | 13 | 6 | 2  | 58 | 14 | +44 |
|  | 2.   | Zuchwil 05              | 40 | 21 | 12 | 4 | 5  | 63 | 30 | +33 |
|  | 3.   | Schwerzenbach           | 37 | 21 | 11 | 4 | 6  | 37 | 27 | +10 |
|  | 4.   | Berna                   | 28 | 21 | 8  | 4 | 9  | 36 | 37 | -1  |
|  | 5.   | Zurigo Seebach          | 28 | 21 | 8  | 4 | 9  | 33 | 35 | -2  |
|  | 6.   | Rapid Lugano            | 22 | 21 | 6  | 4 | 11 | 32 | 55 | -23 |
|  | 7.   | Rot-Schwarz Thun        | 19 | 21 | 5  | 4 | 12 | 32 | 69 | -27 |
|  | 8.   | Ruggell (Liechtenstein) | 16 | 21 | 4  | 4 | 13 | 22 | 46 | -24 |

Legenda:

      Campione di Svizzera e ammesso alla UEFA Women's Cup.
      Relegata in Lega Nazionale B.
Note:

Tre punti a vittoria, uno a pareggio, zero a sconfitta.

## Statistiche

### Classifica marcatrici
| Gol |  |  | Giocatore       | Squadra                    |
| --- |  |  | --------------- | -------------------------- |
| 23  |  |  | Vanessa Bürki   | Zuchwil 05                 |
| 15  |  |  | Martina Moser   | LUwin.ch                   |
| 15  |  |  | Monica Di Fonzo | Rapid Lugano Schwerzenbach |
| 14  |  |  | Sylvie Gaillard | Berna                      |
| 12  |  |  | Nicole Schäpper | Rot-Schwarz Thun           |
| 9   |  |  | Nicole Gassmann | LUwin.ch                   |